# Filobasidiales
Filobasidiales es un orden de hongos de la clase Tremellomycetes. El único género dentro el orden es Filobasidium que incluye cuatro especies. Se distinguen de otras especies de tremelomicetos por la falta de un basidiocarpo macroscópico y por ser levaduras al igual que otros miembros de la clase.
Una especie del orden parece ser interesante para aplicaciones biotecnológicas. Filobasidium floriforme muestra una capacidad para producir lipasas que podrían usarse en la producción de biocombustibles.

## Especies
Contiene las siguientes especies:
- Filobasidium bryalatum
- Filobasidium capsuligenum
- Filobasidium floriforme
- Filobasidium uniguttulatum